# Robot Alchemic Drive
Robot Alchemic Drive, pubblicato originariamente in Giappone come Gigantic Drive (ギガンティック ドライブ?, Gigantikku Doraibu) e talvolta noto più semplicemente come RAD, è un videogioco d'azione sviluppato da Sandlot e pubblicato nel 2002 da Enix per PlayStation 2.
Simile nel gameplay ad altri titoli prodotti da Sandlot, il videogioco è ispirato agli anime giapponesi degli anni sessanta e settanta. Il character design dei mecha è affidato Toshihiro Kawamoto, mentre la colonna sonora è di Masafumi Takada.

## Trama
Il protagonista è un ragazzo (o una ragazza, a seconda della scelta del giocatore) diciassettenne, unico erede della famiglia Tsukioka e della loro società di armi in bancarotta. Il mondo ha dovuto sospendere a tempo indeterminato tutti i suoi progetti riguardanti l'esplorazione dell'universo per via della presenza di un materiale chiamato "Space Nectar", il quale è in grado di avvelenare ed uccidere qualsiasi forma di vita organica che si presenti nello spazio. La Terra rimane comunque sicura grazie alla sua atmosfera che impedisce eventuali conseguenze negative tuttavia sembra che l'umanità sia condannata a compiere un'esistenza isolata dal resto dei corpi celesti.
Un giorno cominciano ad arrivare dei robot giganti chiamati Volgara che iniziano a distruggere senza alcuna pietà il pianeta, così il giocatore dovrà pilotare l'unica arma capace di fronteggiare con successo i temibili invasori. Questo comporterà ad un cambiamento nel corso della storia e della vita degli uomini e permetterà anche di conoscere le origini degli stessi Volgara.

## Personaggi
L'eroe o l'eroina che può controllare il giocatore è un diciassettenne che frequenta la scuola pubblica Senjo High School ed è l'unico membro della prestigiosa famiglia Tsukioka, che è finita in bancarotta. La Tsukioka Industries, un'azienda produttrice di armi, è crollata finanziando il progetto per la costruzione dei Meganite, robot di enormi dimensioni che l'eroe dovrà controllare per salvare la sua città natale dall'attacco dei Volgara. I protagonisti disponibili sono tre: Naoto, Ryo e Yui, tuttavia le loro storie sono molto simili fra loro.

### Personaggi principali
- Naoto Tsukioka (月岡 直人?, Tsukioka Naoto): Un giovane ragazzo allegro con un grande senso della giustizia. È portato fisicamente per gli sport e per tale motivo viene spesso cercato dalle squadre sportive della sua scuola, tuttavia preferisce trascorrere il proprio tempo libero da solo piuttosto che in un gruppo. Prova dei sentimenti paragonabili all'odio nei confronti del Trillenium Committee e dei Meganite, in quanto li ritiene responsabili della morte di suo padre e della crisi finanziaria della famiglia Tsukioka, e per questo motivo si sente combattuto tra la protezione dei suoi cari e il controllo dei Meganite.

Doppiato da: Ken'ichi Suzumura (ed. giapponese), Ryan Halper (ed. inglese)
- Ryo Tsukioka (月岡 涼?, Tsukioka Ryo): Un giovane freddo e riservato che eccelle accademicamente e guida una moto come hobby. Nonostante il suo aspetto, è incredibilmente agile ed è il più forte membro della scuola Senjo. Il più delle volte tende ad essere emotivamente distaccato dagli altri, nonostante ciò è popolare tra le ragazze del suo istituto, per le quali però mostra poco interesse. Nonostante sia venuto a conoscenza che la causa della bancarotta della famiglia Tsukioka sia il Trillenium Committee, decide comunque di combattere con i Meganite per salvaguardare la pace del mondo.

Doppiato da: Susumu Chiba (ed. giapponese), Michael Teppner (ed. inglese)
- Yui Tsukioka (月岡 結衣?, Tsukioka Yui): Una compassionevole e attraente giovane ragazza adorata dagli studenti maschili della sua scuola. Il suo abbigliamento stravagante deriva dall'amore che prova per i robot, in particolar modo per gli anime mecha ed i vari live action degli anni '70. Non potendo supportare i costi per lo sviluppo dei Meganite, la famiglia Tsukioka finì per fare bancarotta e Yui declassò i robot come spazzatura metallica d'antiquariato.

Doppiata da: Yukana (ed. giapponese), Jessica Halper (ed. inglese)

### Personaggi secondari
- Nanao Misaki (三咲 奈々穂?, Misaki Nanao): Un'amica d'infanzia dell'eroe. La sua nonna verrà uccisa da un Volgara all'inizio della storia, e questo la porterà presto ad essere ostile nei confronti dei robot. Dopo la morte della parente, si troverà a vivere da sola ed iniziare a lavorare per mantenersi. È una brava ragazza che però tende a trascurare i suoi limiti e questo la porterà spesso ad essere eccessivamente stanca. In un percorso segreto della storia, dove Masaru finirà per donare molti fondi alla CPF, si scoprirà che Nanao è la sorella di Masaru, la quale è fuggita insieme a sua nonna. A seconda delle azioni del giocatore, può diventare la fidanzata del protagonista (nel caso verrà scelta Yui, la ragazza rimarrà la migliore amica del giocatore), vivere una vita povera oppure commettere il suicidio al termine della storia.

Doppiata da: Moyu Arashima (ed. giapponese), Ashley Erke (ed. inglese)
- Dr. Hourai (蓬莱 博士?, Hourai hakase): Uno scienziato brillante ma pazzo che aveva previsto l'arrivo dei Volgara e scoperto il Nectar Radiance, il quale impedisce i viaggi nello spazio. Sarà lui a consegnare all'eroe il controllo remoto per utilizzare i Meganite. Nelle fasi avanzate della trama si scoprirà che questi conosceva qualsiasi cosa riguardante i Volgara e la vera natura dei Meganite e del loro Alchemic Drive.

Doppiato da: Unshō Ishizuka (ed. giapponese), Ed Dolan (ed. inglese)
- Dr. Herman Wiltz (ヘルマン・ウィルツ?, Heruman Wirutsu): Uno scienziato tedesco che ha creato l'Alchemic Drive, il quale genera l'energia ai Meganite. Offrirà il suo aiuto all'eroe durante le battaglie contro i Volgara. Inoltre si occuperà anche di aggiornare gli stessi Meganite.

Doppiato da: Jūrōta Kosugi (ed. giapponese), Michael Teppner (ed. inglese)
- Keiko Konan (木南 薫子?, Konan Keiko): Un'operatrice radio piuttosto popolare tra i membri del CPF, la quale assisterà il giocatore durante le battaglie fornendogli dei consigli assieme al Dr. Wiltz. Vive in un condominio vicino alla sede della fondazione; se questo verrà distrutto, si trasferirà direttamente alla base.

Doppiata da: Satsuki Yukino (ed. giapponese), Cheryl Serio (ed. inglese)
- Saki Kyono (京野 沙希?, Kyono Saki): La responsabile finanziaria della fondazione che introduce al giocatore il concetto di guadagnare premi monetari grazie al completamento delle missioni. Saki è anche incaricata di fornire dell'attrezzatura aggiornata per il robot controllato dall'eroe. Sembra soffrire di una malattia cardiaca, sebbene le circostanze suggeriscono che la sua sia solamente un'esagerazione legata alla perdita di premi ottenibili durante le missioni.

Doppiata da: Yū Asakawa (ed. giapponese), Emily MacKintosh (ed. inglese)
- Ellen Bulnose (エレン・ブルノーズ?, Eren Burunōzu): L'erede della compagnia di armi Bulnose che ha sede in Francia. In passato era fidanzata con l'eroe protagonista (amica intima nel caso di Yui), ma ha lasciato quest'ultimo dopo che la famiglia Tsukioka è andata in bancarotta. Ritorna successivamente come membro dell'Evacuation Guidance Group dopo aver litigato con i suoi genitori. È anche uno dei personaggi che Naoto o Ryo finirà per frequentare al termine del gioco, in caso contrario tornerà solamente ad amministrare la Bulnose Industries.

Doppiata da: Yuka Imai (ed. giapponese), Rebbecca Nash (ed. inglese)
- Masaru Misaki (三咲 勝?, Misaki Masaru): L'erede della Misaki Heavy Industries, una società che prosperò dalla rovina di quella di Tsukioka, nonché il fidanzato di Ellen. Questi rimprovererà il giocatore per non aver protetto la sua compagna dalle ferite riportate durante una battaglia. Se gli edifici in suo possesso verranno continuamente distrutti, Masaru romperà il suo fidanzamento con Ellen. Nonostante si mostri scontroso, è in realtà dedicato all'eliminazione della minaccia dei Volgara. Se si seguirà un particolare percorso della storia, Masaru donerà cento miliardi di yen alla CPF, i quali potranno essere impiegati per effettuare aggiornamenti ed altri impieghi molto utili nel corso delle missioni.

Doppiato da: Atsushi Kisaichi (ed. giapponese), Edward Davis (ed. inglese)
- Tomoe Kawasaki (川崎 友絵?, Kawasaki Tomoe): Una conduttrice di BNN News. Il suo scopo principale è quello di fornire al giocatore una valutazione delle conseguenze avute sul campo di battaglia dopo il completamento di una missione.

Doppiata da: Sayuri Yamauchi (ed. giapponese), Beckie Wang (ed. inglese)
- Mika Banhara (番原 美香?, Banhara Mika): Una giornalista di BNN News, che farà una lunga pausa dal suo lavoro di tutti i giorni per narrare gli eventi della guerra contro i Volgara. La sua telecronaca potrà essere vista durante lo svolgimento di una qualsiasi battaglia. Successivamente si ferirà per via una delusione sentimentale ma recupererà la fiducia in se stessa dopo essere stata salvata dal personaggio principale. Nel finale canonico sopravviverà ma nella missione finale se il suo elicottero verrà colpito da Asmodeus o dal Meganite morirà.

Doppiata da: Akiko Hiramatsu (ed. giapponese), Satoko Iwahara (ed. inglese)
- Souya (奏也?): Un misterioso ragazzo che si scoprirà essere il figlio del Dr. Hourai e prenderà il controllo del Vavel nero chiamato Valdor. Anche se aiuterà il protagoniste in molte missione, verrà rivelato che questi non faceva altro che obbedire agli ordini del padre, ovvero quello di osservare Vavel ed aiutarlo ad attivare la sua "Genocide Mode" (un comando segreto che ordinerà a Vavel di annientare metà della razza umana) quando sarà il momento giusto. Inizialmente vedrà l'errore dello scopo del padre e perciò sosterrà pienamente il protagonista nella sua missione. Se quest'ultimo sarà Yui, la ragazza e Souya potrebbero finire per fare coppia al termine del gioco.

Doppiato da: Katsuyuki Konishi (ed. giapponese), Jason Ness (ed. inglese)
- Shin'ichiro Kurosugi (黒杉 信一郎?, Kurosugi Shin'ichiro) e Takeshi Yamano (山野 武?, Yamano Takeshi):

Due membri delle forze di autodifesa giapponesi che appaiono in molte missioni per supportare il personaggio principale grazie al loro carro armato Type 90. Mentre il capitano Kurosugi è impaziente di difendere i civili, Yamano ha paura di essere ucciso dai Volgara e cercherà di convincere il suo superiore a scappare. Nel finale canonico sopravviveranno entrambi, tuttavia se nella battaglia finale il giocatore non li proteggerà dagli attacchi nemici, periranno.
Doppiati da: Jouji Nakata (Kurosugi) e Makoto Higo (Yamano) (ed. giapponese), Ed Dolan (Kurosugi) e Edward Davis (Yamano) (ed. inglese)
- Kyoji Otawara (大田原 恭二?, Otawara Kyoji): l'amministratore delegato della corrotta Otawara Enterprises. Durante il corso del gioco metterà in pericolo il lavoro di Nanao in alcune occasioni.

Doppiato da: Takashi Nagasako (ed. giapponese), Ed Dolan (ed. inglese)

## Modalità di gioco
I protagonisti tra cui il giocatore dovrà scegliere sono due ragazzi e una ragazza, rispettivamente Naoto Tsukioka, Ryo Tsukioka o Yui Tsukioka, tuttavia molto spesso i personaggi non giocabili si riferiranno a quest'ultimo come "Presidente" e la scelta del personaggio giocabile non influenzerà in alcun modo il gameplay. Oltre ai tre giovani si dovrà scegliere anche fra tre differenti robot: Vertical Fortress Vavel, Airborne Dominator Laguiole e Gllang the Castlekeep, ognuno dotato di diverse abilità dall'altro.
Vavel vanta di due modalità di combattimento ovvero la Volcanic e la Genesis, Laguiole può assumere la forma di un aereo e trasformarsi in Demon Sword Desecrator che gli permetterà di estrarre due pugnali laser che sfrutterà per fronteggiare i nemici mentre Gllang può diventare un veicolo simile ad un carro armato e la sua forma speciale viene chiamata Warhammer Sanctifier, nella quale le sue braccia, due grandi blocchi composti di una lega metallica, diventeranno delle mazze. Le modalità speciali di ognuno dei robot diventerà disponibile una volta superato il livello 40, Valhalla Dawning, e saranno utilizzabili per un massimo di tre minuti.
I nemici saranno sempre gli stessi per alcuni livelli, con le uniche differenze legate al colore ed alle armi di cui saranno dotati. Con il progredire della storia, questi diventeranno sempre più intelligenti e cercheranno di prevedere le mosse del giocatore. Nel corso del gioco, la distruzione di alcuni edifici porterà a dei cambiamenti nella trama e questa influenzerà i comportamenti e le azioni di alcuni personaggi di supporto come Nanao.

## Sviluppo
Robot Alchemic Drive è stato sviluppato da Sandlot, un'azienda creata dagli ex dipendenti di Human Entertainment. I personaggi del gioco sono stati disegnati da Toshihiro Kawamoto, il character designer dell'anime Cowboy Bebop. Lo sviluppo del gioco ha richiesto tra i sedici e i diciotto mesi per essere completato mentre l'utilizzo dei robot giganti è stato ispirato da vari anime di genere mecha. Il gioco fu prodotto per essere rivolto sia ai giocatori occasionali che a quelli estremi, così come ai fan dei giochi d'azione e dei robot. La parte più difficile della sua produzione fu quella di gestire la differenza di dimensioni degli stessi robot rispetto al personaggio controllato dal giocatore.

## Accoglienza
| Testata                            | Giudizio |
| ---------------------------------- | -------- |
| GameRankings (media al 09-12-2019) | 80.22%   |
| Metacritic (media al 18-03-2020)   | 79/100   |
| EGM                                | 8/10     |
| Famitsū                            | 30/40    |
| GamePro                            | 4.5/5    |
| GameSpy                            | 8.6/10   |
| IGN                                | 7.3/10   |
| Play                               | 7/10     |
| PSX Nation                         | 7/10     |

Nella sua seconda settimana di uscita in Giappone Robot Alchemic Drive ha venduto 17 888 copie. Il gioco ha ricevuto recensioni positive da parte della critica.
La rivista americana Electronic Gaming Monthly trovò l'approccio del controllo di un robot gigante in grado di trasformarsi come il più "innovativo mai concepito" mentre quella giapponese Famitsū diede al gioco un punteggio di 30 su 40.
GamePro lo apprezzò sebbene reputò come difetti i lunghi tempi di caricamento, il doppiaggio americano di bassa qualità, le troppe missioni in cui bisogna scortare degli amici, alcuni rallentamenti del frame rate e problemi con la telecamera, ma lo trovò come un gioco strano che sapeva funzionare tranquillamente, considerandolo come una sorta di videogioco di Neon Genesis Evangelion. Il recensore concluse sperando anche in una versione migliorata di un possibile sequel.
Steve Steinberg di GameSpy lo trovò come una ventata d'aria fresca nell'ambito videoludico, reputandolo uno dei quei titoli che un giocatore dovrebbe sicuramente prova almeno una volta, per via del fatto di essere divertente ed impegnativo al tempo stesso. David Smith di IGN non seppe se consigliarlo o meno dato che pochi giocatori americani avevano provato Remote Control Dandy, l'unico titolo con cui era possibile effettuare un paragone, comunque apprezzò il gioco per il concetto alla base e il gameplay nonostante la presenza di alcuni difetti di minore importanza. Lo ritenne anche un'alternativa unica ad altri videogiochi che presentavano robot giganti combattenti, come la serie di Virtual-On.
Un recensore di Play affermò che se Robot Alchemic Drive avesse avuto gli elementi e la storia di un videogioco di ruolo per supportare l'azione, sarebbe potuto essere buono quando il suo predecessore spirituale per PlayStation (Remote Control Dendy). J.M. Vargas di PSX Nation non lo trovò un'esperienza interessante a livello generale, ma lo considerò il miglior gioco prodotto al tempo da Sandlot ed un'acquisizione intelligente da parte di Enix, vedendo come unica vera nota negativa l'adattamento in lingua inglese che trovò ripugnante.